# Marko Dmitrović
Marko Dmitrović (Марко Дмитровић; Subotica, 24 gennaio 1992) è un calciatore serbo, portiere dell'Espanyol.

## Carriera

### Club
Il 1º luglio 2017 viene acquistato a titolo definitivo per un milione di euro dalla squadra spagnola dell'Eibar.
Il 21 gennaio 2021 si iscrive alla lista dei portieri con almeno un goal segnato in carriera, segnando su rigore contro l'Atlético Madrid.
Il 6 marzo 2021 sbaglia un rigore al 57º minuto nella partita persa contro il Cadice.
Alla fine della stagione 2020-2021 l'Eibar lo svincola dopo 4 anni passati nei Paesi Baschi. Il 4 luglio viene ingaggiato dal Siviglia.

### Nazionale
Debutta con la maglia della nazionale maggiore il 14 novembre 2017 nella partita amichevole, pareggiata per 1-1 contro la Corea del Sud, subentrando a inizio secondo tempo.

## Statistiche

### Presenze e reti nei club
Statistiche aggiornate al 12 maggio 2024
| Stagione            | Squadra             | Campionato          | Campionato | Campionato | Coppe nazionali | Coppe nazionali | Coppe nazionali | Coppe continentali | Coppe continentali | Coppe continentali | Altre coppe | Altre coppe | Altre coppe | Totale | Totale |  |
| Stagione            | Squadra             | Comp                | Pres       | Reti       | Comp            | Pres            | Reti            | Comp               | Pres               | Reti               | Comp        | Pres        | Reti        | Pres   | Reti   |  |
| ------------------- | ------------------- | ------------------- | ---------- | ---------- | --------------- | --------------- | --------------- | ------------------ | ------------------ | ------------------ | ----------- | ----------- | ----------- | ------ | ------ |  |
| 2010-2011           | Stella Rossa        | SL                  | 0          | 0          | CS              | 0               | 0               | UEL                | -                  | -                  | -           | -           | -           | 0      | 0      |  |
| 2011-2012           | Stella Rossa        | SL                  | 0          | 0          | CS              | 0               | 0               | -                  | -                  | -                  | -           | -           | -           | 0      | 0      |  |
| 2012-feb. 2013      | Stella Rossa        | SL                  | 0          | 0          | CS              | 0               | 0               | UEL                | -                  | -                  | -           | -           | -           | 0      | 0      |  |
| Totale Stella Rossa | Totale Stella Rossa | Totale Stella Rossa | 0          | 0          |                 | 0               | 0               |                    | -                  | -                  |             | -           | -           | 0      | 0      |  |
| 2013-2014           | Újpest              | NBI                 | 12         | -19        | CU+CdL          | 2+0             | 0               | -                  | -                  | -                  | -           | -           | -           | 14     | -19    |  |
| 2014-gen. 2015      | Újpest              | NBI                 | 0          | 0          | CU+CdL          | 2+5             | -1 + -7         | UEL                | 0                  | 0                  | SU          | 0           | 0           | 7      | -8     |  |
| Totale Újpest       | Totale Újpest       | Totale Újpest       | 12         | -19        |                 | 9               | -8              |                    | 0                  | 0                  |             | 0           | 0           | 21     | -27    |  |
| gen.-giu. 2015      | Charlton            | FLC                 | 5          | -8         | FACup+CdL       | 0+0             | 0               | -                  | -                  | -                  | -           | -           | -           | 5      | -8     |  |
| 2015-2016           | Alcorcón            | SD                  | 38         | -36        | CR              | 0               | 0               | -                  | -                  | -                  | -           | -           | -           | 38     | -36    |  |
| 2016-2017           | Alcorcón            | SD                  | 41         | -41        | CR              | 1               | 0               | -                  | -                  | -                  | -           | -           | -           | 42     | -41    |  |
| Totale Alcorcón     | Totale Alcorcón     | Totale Alcorcón     | 79         | -77        |                 | 1               | 0               |                    | -                  | -                  |             | -           | -           | 80     | -77    |  |
| 2017-2018           | Eibar               | PD                  | 36         | -49        | CR              | 1               | -1              | -                  | -                  | -                  | -           | -           | -           | 37     | -50    |  |
| 2018-2019           | Eibar               | PD                  | 24         | -30        | CR              | 0               | 0               | -                  | -                  | -                  | -           | -           | -           | 24     | -30    |  |
| 2019-2020           | Eibar               | PD                  | 35         | -51        | CR              | 0               | 0               | -                  | -                  | -                  | -           | -           | -           | 35     | -51    |  |
| 2020-2021           | Eibar               | PD                  | 35         | -49        | CR              | 0               | 0               | -                  | -                  | -                  | -           | -           | -           | 35     | -49    |  |
| Totale Eibar        | Totale Eibar        | Totale Eibar        | 130        | -179       |                 | 1               | -1              |                    | -                  | -                  |             | -           | -           | 131    | -180   |  |
| 2021-2022           | Siviglia            | PD                  | 6          | -5         | CR              | 3               | -1              | UCL+UEL            | 0+0                | 0+0                |             |             |             | 9      | -6     |  |
| 2022-2023           | Siviglia            | PD                  | 15         | -13        | CR              | 5               | 0               | UCL+UEL            | 2+3                | 0 + -3             | -           | -           | -           | 25     | -16    |  |
| 2023-2024           | Siviglia            | PD                  | 13         | -25        | CR              | 2               | -1              | UCL                | 4                  | -8                 | SU          | 0           | 0           | 19     | -34    |  |
| Totale Siviglia     | Totale Siviglia     | Totale Siviglia     | 34         | -43        |                 | 10              | -2              |                    | 9                  | -11                |             | -           | -           | 53     | -56    |  |
| Totale carriera     | Totale carriera     | Totale carriera     | 260        | -326       |                 | 21              | -11             |                    | 9                  | -11                |             | 0           | 0           | 290    | -348;1 |  |

### Cronologia presenze e reti in nazionale
| Cronologia completa delle presenze e delle reti in nazionale ― Serbia | Cronologia completa delle presenze e delle reti in nazionale ― Serbia | Cronologia completa delle presenze e delle reti in nazionale ― Serbia | Cronologia completa delle presenze e delle reti in nazionale ― Serbia | Cronologia completa delle presenze e delle reti in nazionale ― Serbia | Cronologia completa delle presenze e delle reti in nazionale ― Serbia | Cronologia completa delle presenze e delle reti in nazionale ― Serbia | Cronologia completa delle presenze e delle reti in nazionale ― Serbia |
| Data                                                                  | Città                                                                 | In casa                                                               | Risultato                                                             | Ospiti                                                                | Competizione                                                          | Reti                                                                  | Note                                                                  |
| --------------------------------------------------------------------- | --------------------------------------------------------------------- | --------------------------------------------------------------------- | --------------------------------------------------------------------- | --------------------------------------------------------------------- | --------------------------------------------------------------------- | --------------------------------------------------------------------- | --------------------------------------------------------------------- |
| 14-11-2017                                                            | Ulsan                                                                 | Corea del Sud                                                         | 1 – 1                                                                 | Serbia                                                                | Amichevole                                                            | -1                                                                    | 46’                                                                   |
| 23-3-2018                                                             | Torino                                                                | Marocco                                                               | 2 – 1                                                                 | Serbia                                                                | Amichevole                                                            | -2                                                                    |                                                                       |
| 7-9-2018                                                              | Vilnius                                                               | Lituania                                                              | 0 – 1                                                                 | Serbia                                                                | UEFA Nations League 2018-2019 - 1º turno                              | -                                                                     |                                                                       |
| 10-9-2018                                                             | Belgrado                                                              | Serbia                                                                | 2 – 2                                                                 | Romania                                                               | UEFA Nations League 2018-2019 - 1º turno                              | -2                                                                    |                                                                       |
| 11-10-2018                                                            | Podgorica                                                             | Montenegro                                                            | 0 – 2                                                                 | Serbia                                                                | UEFA Nations League 2018-2019 - 1º turno                              | -                                                                     |                                                                       |
| 20-3-2019                                                             | Wolfsburg                                                             | Germania                                                              | 1 – 1                                                                 | Serbia                                                                | Amichevole                                                            | -1                                                                    |                                                                       |
| 25-3-2019                                                             | Lisbona                                                               | Portogallo                                                            | 1 – 1                                                                 | Serbia                                                                | Qual. Euro 2020                                                       | -1                                                                    |                                                                       |
| 7-6-2019                                                              | Leopoli                                                               | Ucraina                                                               | 5 – 0                                                                 | Serbia                                                                | Qual. Euro 2020                                                       | -5                                                                    |                                                                       |
| 10-6-2019                                                             | Belgrado                                                              | Serbia                                                                | 4 – 1                                                                 | Lituania                                                              | Qual. Euro 2020                                                       | -1                                                                    |                                                                       |
| 7-9-2019                                                              | Belgrado                                                              | Serbia                                                                | 2 – 4                                                                 | Portogallo                                                            | Qual. Euro 2020                                                       | -4                                                                    |                                                                       |
| 10-9-2019                                                             | Lussemburgo                                                           | Lussemburgo                                                           | 1 – 3                                                                 | Serbia                                                                | Qual. Euro 2020                                                       | -1                                                                    |                                                                       |
| 14-10-2019                                                            | Vilnius                                                               | Lituania                                                              | 1 – 2                                                                 | Serbia                                                                | Qual. Euro 2020                                                       | -1                                                                    |                                                                       |
| 14-11-2019                                                            | Belgrado                                                              | Serbia                                                                | 3 – 2                                                                 | Lussemburgo                                                           | Qual. Euro 2020                                                       | -2                                                                    |                                                                       |
| 3-9-2020                                                              | Mosca                                                                 | Russia                                                                | 3 – 1                                                                 | Serbia                                                                | UEFA Nations League 2020-2021 - 1º turno                              | -3                                                                    |                                                                       |
| 14-10-2020                                                            | Istanbul                                                              | Turchia                                                               | 2 – 2                                                                 | Serbia                                                                | UEFA Nations League 2020-2021 - 1º turno                              | -2                                                                    |                                                                       |
| 15-11-2020                                                            | Budapest                                                              | Ungheria                                                              | 1 – 1                                                                 | Serbia                                                                | UEFA Nations League 2020-2021 - 1º turno                              | -1                                                                    |                                                                       |
| 24-3-2021                                                             | Belgrado                                                              | Serbia                                                                | 3 – 2                                                                 | Irlanda                                                               | Qual. Mondiali 2022                                                   | -2                                                                    |                                                                       |
| 27-3-2021                                                             | Belgrado                                                              | Serbia                                                                | 2 – 2                                                                 | Portogallo                                                            | Qual. Mondiali 2022                                                   | -2                                                                    |                                                                       |
| 9-6-2022                                                              | Solna                                                                 | Svezia                                                                | 0 – 1                                                                 | Serbia                                                                | UEFA Nations League 2022-2023 - 1º turno                              | -                                                                     |                                                                       |
| Totale                                                                |                                                                       | Presenze                                                              | 19                                                                    |                                                                       | Reti                                                                  | -31                                                                   |                                                                       |

## Palmarès

### Club

#### Competizioni nazionali
- Coppa di Serbia: 1

Stella Rossa: 2011-2012
- Coppa d'Ungheria: 1

Újpest: 2013-2014
- Supercoppa d'Ungheria: 1

Újpest: 2014

#### Competizioni internazionali
- UEFA Europa League: 1

Siviglia: 2022-2023
- UEFA-CONMEBOL Club Challenge: 1

Siviglia: 2023